# Euophrys patagonica
Euophrys patagonica är en spindelart som beskrevs av Simon 1905. Euophrys patagonica ingår i släktet Euophrys och familjen hoppspindlar. Inga underarter finns listade i Catalogue of Life.